# Warnstorfia pseudorufescens
Warnstorfia pseudorufescens là một loài Rêu trong họ Amblystegiaceae. Loài này được (Warnst.) Loeske miêu tả khoa học đầu tiên năm 1907.